# Alexander Gil
Angel Alexander Gil Sánchez (San Vicente, Antioquia, 29 de septiembre de 1992) es un ciclista profesional colombiano. Actualmente corre para el equipo ciclista colombiano Idea-Antioqueño-Lotería de Medellín de categoría amateur.

## Palmarés
2016
- 1 etapa de la Vuelta al Tolima

2018
- 1 etapa de la Vuelta al Tolima

2019
- 1 etapa de la Vuelta al Tolima

2020
- 1 etapa de la Vuelta al Tolima
- Vuelta a Antioquia, más 3 etapas[1]
- 1 etapa de la Vuelta a Colombia[2]

## Equipos
- Ríonegro con más futuro (2015)
- Aguardiente Antioqueño-Lotería De Medellín (2016)
- Movistar Team (2017)
- EPM-Scott (2018-)
  - EPM (2018)
  - EPM-Scott (2019-2020)
- Idea-Antioqueño-Lotería de Medellín (2021-)